# ديريك وود (لاعب كرة قدم)
ديريك وود (بالإنجليزية: Derek Wood)‏ هو لاعب كرة قدم بريطاني في مركز نصف الجناح، ولد في 12 نوفمبر 1959 في غلاسكو في المملكة المتحدة. لعب مع نادي ستيرلينغشير الشرقية.